# Nicola Bellisario
Nicola Bellisario (Lanciano, 30 marzo 1921 – Lanciano, 16 marzo 2015) è stato un politico italiano.

## Biografia
Nato a Lanciano, da famiglia originaria di Treglio, sesto di nove figli, era fratello del senatore Vincenzo Bellisario, al quale subentrò nell'impegno politico dopo la sua morte, avvenuta nel 1969.
Laureato con lode in pedagogia, è stato presidente diocesano per Lanciano dell'Azione Cattolica e delegato regionale per l'Abruzzo nel Consiglio Nazionale presieduto dal Professor Bachelet. Fu tra i fondatori della Democrazia Cristiana a Lanciano, nel 1943, insieme al fratello Vincenzo.
Autore di numerose pubblicazioni di carattere pedagogico e politico; docente di psicologia sociale nell'istituto superiore di Teologia dei Frati Minori Francescani d'Abruzzo; presidente della sezione locale dell'Uciim (Unione Cattolica Insegnanti Medi) e membro nazionale eletto della stessa Unione. Fu presidente provinciale dell'Associazione Italiana di Orientamento scolastico e professionale e cofondatore della Scuola materna Sperimentale di Lanciano –ente morale– in cui tenne numerosi corsi di aggiornamento pedagogico frequentati da maestre provenienti da ogni parte d'Italia.
Impegnato nella politica locale e nazionale, fu eletto alla Camera dei deputati nel 1972 proseguendo l'impegno del fratello Vincenzo sui temi della scuola e dell'educazione. Dopo la candidatura a Sindaco di Lanciano nel 1992 terminò la propria attività politica.
È morto a Lanciano il 16 marzo 2015, due settimane prima di compiere 94 anni.